# Paul Tyrrell
Paul Sinclair Tyrrell (* 2. April 1954) ist ein australischer Badmintonspieler.

## Karriere
Paul Tyrrell siegte 1971, 1972, 1973, 1976 und 1980 bei den Victoria International. 1974 und 1978 startete er bei den Commonwealth Games. Mehrfach war er auch in der Whyte Trophy am Start. 1973 gewann er die Australische Meisterschaft.